# San Dionisio (El Salvador)
San Dionisio é um município de El Salvador, localizado no departamento de Usulután.